# Instant Records
Instant Records fue un sello discográfico independiente estadounidense con sede en Nueva Orleans (Luisiana), fundado en 1961 por Joe Banashak (propietario de Minit Records ) e Irvin Smith.  Originalmente se llamó Valiant Records hasta que otra compañía con el mismo nombre amenazó con demandar y obligó a cambiar el nombre del sello a Instant Records.  El artista de mayor éxito en Instant fue Chris Kenner. Varias grabaciones de Instant fueron distribuidas por Atlantic Records. 
La versión de Skip Easterling del tema " I'm Your Hoochie Koochie Man " (1970) de Willie Dixon fue el mayor éxito del artista, pero supuso el final de la carrera del sello en las listas. 